# Samira Rocha
Samira Pereira da Silva Rocha född 26 januari 1989 i Recife Brasilien, är en brasiliansk handbollsspelare. 

## Klubbkarriär
Samira Rocha började spela handboll vid 14 års ålder 2003 i klubben Colégio Decisão, i Recife. Sedan flyttade hon till Sport Recife och gick efter ett år till Clube Portuguese do Recife. Åren 2010–2011 spelade hon för brasilianska klubben Universidade Metodista men efter VM 2011 i Brasilien började hon en proffskarriär i Europa. Valet föll på Hypo Niederösterreich där många av Brasiliens landslagsspelare spelade. År 2012 skrev Samira Rocha och sambon Alexandra Lacrabère båda på för ryska klubben Zvezda Zvenigorod, året efter för Union Mios-Biganos-Bègles och sedan OGC Nice Côte d'Azur Handball 2014. Efter två säsonger i Nice bytte hon till ungerska klubben Kisvárdai KC där hon spelade till 2020. Hon var barnledig 2018–2019 i klubben. Åren 2021–2022 spelade hon i Spanien för CB Salud och 2022–2023 för SCM Craiova i Rumänien.

## Landslagskarriär
Samira Rocha var med i truppen vid världsmästerskapet i handboll för kvinnor 2011 i Brasilien. Hon var också med i OS-truppen 2012 och nådde sedan sin största framgång med landslaget då Brasilien vann VM för damer i Serbien 2013. Hon har sedan spelat flera internationella  mästerskap. Hon har varit med om att vinna Panamerikanska mästerskapet fyra gånger med Brasilien 2011, 2013, 2015 och 2017. Hon var också med i OS på hemmaplan i Rio 2016.

## Individuella utmärkelser
- All Star Team vänstersexa i Panamerikanska  mästerskapet: 2015, 2017
- MVP i Panamerikanska  mästerskapet: 2017